# Mesonauta
Mesonauta is een geslacht van straalvinnige vissen uit de familie van cichliden (Cichlidae).

## Soorten
- Mesonauta acora (Castelnau, 1855)
- Mesonauta egregius Kullander & Silfvergrip, 1991
- Mesonauta festivus (Heckel, 1840)
- Mesonauta guyanae Schindler, 1998
- Mesonauta insignis (Heckel, 1840)
- Mesonauta mirificus Kullander & Silfvergrip, 1991